# 三日平氏の乱 (鎌倉時代)
三日平氏の乱（みっかへいしのらん）は、鎌倉時代初期、伊勢国と伊賀国で平家の残党が蜂起した事件。建仁3年（1203年）12月に伊勢平氏の若菜盛高らが蜂起し、討伐に向かった鎌倉幕府軍の平賀朝雅が、元久元年（1204年）4月10日から12日の間に反乱軍を鎮圧した事から「三日平氏の乱」と称された。

## 背景
鎌倉幕府は初代将軍源頼朝の死後に内紛が続き、正治2年（1200年）正月に梶原景時の変を受けて京において建仁の乱が起こるなど、その影響は都にも及んだ。建仁3年（1203年）9月の比企能員の変・2代将軍源頼家の追放によって12歳の3代将軍源実朝が擁立され、北条時政が実権を握った幕府は10月3日に時政の娘婿平賀朝雅を京都守護として京に派遣し、朝雅は西国に領地を持つ武蔵国の御家人を率いて上洛した。
一方、伊勢・伊賀地域は治承・寿永の乱で滅亡した平家の本拠地であり、元暦元年（1184年）の三日平氏の乱で平家残党の蜂起が鎮圧された後も根絶された訳ではなく、隠然たる勢力があった。

## 経過
平家残党は20年の雌伏を経て、将軍後継問題で揺れる幕府の動揺に乗じて建仁3年（1203年）12月、若菜五郎盛高（元暦元年（1184年）の三日平氏の乱を起こした藤原忠清の次男・平忠光の子）が軍勢を率いて伊勢国の守護である山内首藤経俊の舘を襲撃し、再び反乱の兵を挙げた。
山内首藤経俊はこの襲撃事件を平氏反乱の兆しとは気づかず、12月25日に侍所別当和田義盛が幕府に事件の張本を伊勢国員弁郡の郡司進士行綱と報告し、翌元久元年（1204年）2月、行綱は召し捕られ囚人とされた。しかし同2月、伊賀で平維基（維盛の子とされる）の子孫らが、伊勢で平度光（忠光の子、盛高と兄弟か）の子息らが蜂起し、両国の守護の経俊が赴いたが問答無用で襲撃され、無勢の経俊は逃亡した。伊勢・伊賀は制圧され、反乱軍は鈴鹿関や八峰山（現在の八風峠）等を通る道路を固めた。
この報告を受けた幕府は元久元年（1204年）3月10日、ついで3月29日に京都守護の平賀朝雅に京畿の御家人達を率いて伊勢・伊賀両国へ出陣することを命じた。
京都では反乱軍の勢力は千余人に及ぶとの風聞があり、3月21日、後鳥羽院の御所で議定があり、伊賀国を朝雅の知行国と定め、追討の便宜を図った。翌22日、朝雅は軍勢は200騎を率いて出陣した。反旗は伊賀国に翻ったものの、反乱の中心地は伊勢北部の朝明郡、三重郡、鈴鹿郡、安濃郡、河曲郡の諸国および中心の多気郡であった。追討軍は3月23日、都を出て征途に上った。反乱軍が鈴鹿関を塞いでいるため、近江国からは入れないので美濃国を経由し、27日に伊勢国に入った。作戦を練った上で4月10日から合戦に及び、まず富田基度（曾孫に平親真）が拠る朝明郡の富田舘（四日市市東富田町）を襲い、数時間合戦を続け、富田基度・松本盛光兄弟、安濃郡の岡八郎貞重とその子息・親族等を撃破した。さらに多気郡に進んで庄田三郎佐房とその子師房と戦い、六箇山の三浦盛時、そして関の小野（亀山市）に拠る張本の若菜五郎を破った。同12日、反乱はほぼ3日間で鎮圧され、その後伊賀国の残党も追討された。
幕府では5月10日に論功行賞が行われ、山内首藤経俊は伊賀・伊勢の守護を剥奪され、朝雅が兼務することとなり、謀反人の所領は朝雅に与えられた。加藤光員も恩賞を受けた。

## 戦後
平賀朝雅は上北面武士として後鳥羽院の殿上人に加えられ、京都守護、伊勢守護、伊賀知行国主となって御家人としては異例の権勢を強めた。翌年の元久2年（1205年）閏7月、朝雅と畠山重保との口論に端を発した牧氏事件が起こり、舅の北条時政が幕府を追放され、朝雅は実権を握った時政の子北条義時の命で派遣された山内首藤通基（経俊の子）に殺害された。朝雅の死を受けて経俊は職の回復を幕府に願ったが、許されなかった。

## 異説
岡野友彦は平氏側の拠点となった伊賀国六箇山の領家が平光盛（頼盛の子）であった事実と杉橋隆夫が唱えた牧宗親・池禅尼兄弟説（すなわち平賀朝雅の義母牧の方と平頼盛を従兄弟とする説）を採用して、この事件を平賀朝雅と平光盛ら池家一族が自己の勢力拡大のために平氏残党を唆して仕組んだ「自作自演」の可能性を指摘している。